# Études-Tableaux (Rachmaninov)

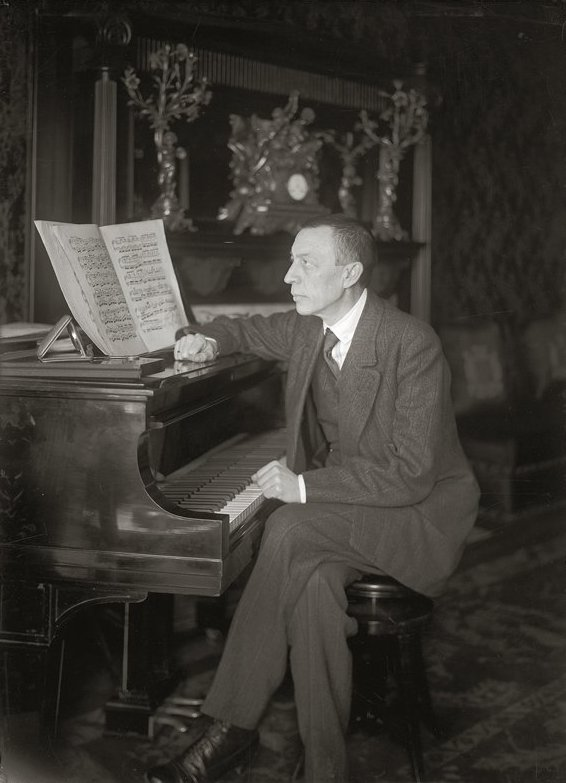
Sergej Rachmaninov

De Études-tableaux (opus 33 en 39) zijn twee sets van etudes voor piano solo gecomponeerd door de Russische componist Sergej Rachmaninov (1873-1943). Rachmaninov liet zich bij het componeren van de etudes inspireren door enkele schilderijen. Welke dat waren, is niet geheel duidelijk (hetgeen overigens Rachmaninovs intentie was). In 1930 werden enkele Études-Tableaux uit beide sets (met goedkeuring van Rachmaninov) door Ottorino Respighi georkestreerd.

## Études-Tableauxopus 33
Rachmaninov componeerde deze reeks Études-Tableaux in 1911 toen hij op het landgoed Ivanovka (zijn zomerresidentie), verbleef. Hoewel het de bedoeling was dat dit werk negen etudes zou tellen, omvatte de eerste uitgave slechts 6 etudes. De nummers 3 en 5 werden er na zijn dood aan toegevoegd. De compositie die oorspronkelijk bedoeld was als nummer 4 werd door Rachmaninov gebruikt voor de etudes met opusnummer 39, waar het nummer 6 heeft gekregen. De eerste etude, in f-mineur heeft een plechtig marsritme en in het einde ervan zit een korte verwijzing naar de klaagzang Dies Irae, zoals hij dat ook deed in het Dodeneiland (opus 29) en nog eens later zou doen in de Rapsodie op een thema van Paganini (opus 43, variatie nr. 6) en de Symfonische dansen (opus 45).
De etudes zijn:
- Nr. 1 in f-mineur: Allegro non troppo
- Nr. 2 in c-majeur: Allegro
- Nr. 3 in c-mineur: Grave
- Nr. 4 in d-mineur: Moderato
- Nr. 5 in es mineur: Non allegro
- Nr. 6 in Es majeur: Allegro con fuoco
- Nr. 7 in g-mineur: Moderato
- Nr. 8 in cis-mineur: Grave

## Études-Tableauxopus 39
Gecomponeerd in 1916 en uitgegeven in 1917 is dit de laatste compositie die Rachmaninov schreef terwijl hij nog in Rusland woonde, voor de Russische Revolutie. Deze etudes hebben een moeilijkheidsgraad die aanzienlijk hoger ligt dan die van opus 33. In de tweede etude, in a-mineur, zijn wederom suggesties naar Dies Irae te vinden.
De etudes zijn:
- Nr. 1 in c-mineur: Allegro agitato
- Nr. 2 in a-mineur: Lento assai
- Nr. 3 in fis-mineur: Allegro molto
- Nr. 4 in b-mineur: Allegro assai
- Nr. 5 in es mineur: Appassionato
- Nr. 6 in a-mineur: Allegro
- Nr. 7 in c-mineur: Lento
- Nr. 8 in d-mineur: Allegro moderato
- Nr. 9 in D-majeur: Allegro moderato

## Discografie
- İdil Biret op Naxos 8.550347
- Nikolaj Loeganski op Challenge Classics nr. B00007KRH5
- Vladimir Ovchinikov op EMI Classics nr.B000239BAA